# Suy giáp trạng bẩm sinh
Bệnh suy giáp trạng bẩm sinh là bệnh nội tiết khi tuyến giáp trạng của trẻ sơ sinh không sản xuất đủ hormone để đáp ứng nhu cầu chuyển hoá và quá trình sinh trưởng của cơ thể. Nguyên nhân có thể là do tuyến giáp trạng phát triển bất thường, một lỗi bẩm sinh trong chuyển hoá giáp trạng, hay thiếu chất iod.
Trên thế giới vào khoảng một trong 3500 trẻ sơ sinh mắc bệnh này.
Từ "còi độn địa phương" (endemic cretinism) được dùng để gọi một dạng suy giáp trạng ở những trẻ em bị bướu cổ. Khảo cứu tìm ra ngyên nhân của dịch này là do thiếu chất iod. Trong những năm sau năm 1930, iod được dùng để phòng bệnh này. Tuy Tổ chức Y tế Thế giới có cố gắng thúc đẩy việc dùng muối iod, bệnh này vẫn còn hoành hành tại một số địa phương như các quốc gia Phi châu, Bangladesh, Trung Quốc, Indonesia và Nepal.

## Nguyên nhân
Nguyên nhân của suy giáp trạng bẩm sinh:
- Giáp trạng hình thành bất bình thường (tiếng Anh: Dysgenesis):

- Hoàn toàn không có tuyến giáp trạng
- Tuyến lạc (hình thành dưới lưỡi hay trong trung thất)

- Lỗi bẩm sinh trong cấu tạo và chuyển hoá hormone - (tiếng Anh: Dyshormonogenesis), đa số là di truyền lặn trên nhiễm sắc thể thường (autosomal recessive)

- TSH vô hiệu (do  bất thường tại các thụ thể của TSH)
- Bất thường tại các bộ phần tiếp thu iodide
- Bất thường của men Peroxidase (không thể đổi iodide thành iod, nên không thể đem iodide vào trong tuyến)

- hội chứng Pendred (suy giáp bẩm sinh và điếc do di truyền)

- Bất thường chuyển hoá của Thyroglobulin
- Bất thường của men Deiodinase

- Trạng kháng hormone (do  bất thường tại các thụ thể của hormone)
- Chứng tự miễn ở người mẹ
- Nguyên nhân do thầy thuốc - mẹ dùng thuốc thioamides, quá liều iodine, hay điều trị phóng xạ iodine.
- Thiếu TSH hay thyrotropin-releasing hormone (TRH) (do tuyến yên bất bình thường) - dạng suy giáp trạng này nhẹ hơn và ít bị ảnh hưởng về thần kinh, trí tuệ.

## Chẩn đoán

### Lâm sàng

#### Nhũ nhi
Bảng sau đây được dùng để tính điểm chẩn đoán. Suy giáp trạng bẩm sinh nên được xét nghiệm nếu điểm cộng lại trên 5.
| Biểu hiện lâm sàng và yếu tố nguy cơ | Điểm |
| 1. Phù niêm và có bộ mặt đặc biệt    | 2    |
| 2. da xanh, lạnh, hạ thân nhiệt      | 1    |
| 3. Thoát vị rốn                      | 2    |
| 4. Thóp sau rộng > 0,5 cm            | 1    |
| 5. lưỡi to                           | 1    |
| 6. giảm trương lực cơ                | 1    |
| 7. Táo bón kéo dài                   | 2    |
| 8. Vàng da > 30 ngày                 | 1    |
| 9. Thai già tháng > 42 tuần          | 1    |
| 10. Cân nặng khi sinh > 3,5 kg       | 1    |
| 11. giới nữ                          | 1    |
| 12.da khô                            | 1    |
| Tổng số điểm                         | 15   |

#### Trẻ lớn
- Lùn không cân đối.
- Biểu hiện phù niêm: Bộ mặt đặc biệt (2 má phị, mi mắt nặng, lưỡi dày, mũi tẹt), tiếng khóc hoặc nói bị khàn.
- Chậm phát triển tinh thần và vận động.
- Các triệu chứng khác: Da vàng, cứng, sáp và lạnh. Tóc khô, thưa và dễ gãy. Táo bón kinh niên.

### Xét  nghiệm
- Độ hormones trong máu nhu sau xác định suy giáp.

- TSH > 20 mu/l (bình thường: 0 – 5mu/l)
- T4 < 50nmol/l (bình thường: 50 – 150nmol/l)

- Chụp hình tuyến giáp bằng 99mTc[3] để chẩn định các trường hợp:

- không tìm thấy tuyến giáp (Agenesis),
- tuyến giáp thiểu sản (Hypoactive) hoặc
- tuyến giáp lạc chỗ ở dưới lưỡi hoặc vùng trung thất (Ectopy).

- Tuổi xương

- Trẻ nhỏ: chụp khớp gối không thấy điểm cốt hoá ở đầu dưới xương đùi và đầu trên xương chày.
- Trẻ lớn: chậm các điểm cốt hoá ở cổ tay (so với bảng Greulich & Pyle ).

## Điều trị
- Nguyên tắc điều trị là cho uống hormone để đạt trạng bình giáp (euthyroid) càng sớm càng tốt.
- Liều lượng thuốc:[2]

Thyroxine (L-thyroxine, Levothyrox, Eltroxin-Belthyrox)
| Tuổi           | mcg/ngày  | mcg/kg/ngày |
| 0 - 6 tháng    | 25 - 50   | 8 - 10      |
| 6 - 12 tháng   | 50 - 75   | 6 - 8       |
| 1 - 5 tuổi     | 75 - 100  | 5 - 6       |
| 6 - 12 tuổi    | 100 - 150 | 4 - 5       |
| 12 - người lớn | 100 - 200 | 2 - 3       |

- Theo dõi điều trị ngoại trú định kỳ:

- Mực độ phát triển: chiều cao, trọng lượng
- Xét nghiệm hormone TSH & T4
- Đo tuổi xương

## Tiên lượng
Nếu phát hiện và điều trị trong giai đoạn sơ sinh, trẻ phát triển hoàn toàn.
Nếu trẻ được phát hiện và điều trị ngoài 1 năm tuổi thì thể lực trẻ phát triển gần bằng trẻ cùng tuổi nhưng bị chậm phát triển tinh thần.
Nếu không được phát hiện và điều trị, trẻ sẽ bị tàn phế về thể lực và vĩnh viễn kém khả năng trí tuệ.